# Stenhus Kostskole
Stenhus Kostskole i Holbæk er en selvejende privatskole med klassetrinene 5–10. Den sameksisterer med Stenhus Gymnasium og HF.
Skolen tilbyder også e-Sport for klassetrinene 7-9, der arbejdes blandt andet med spilteknikker og med praktisk træning, men derudover går de også i dybden med strategi og teamwork. I 2023 er Knud Erik Schack Korsbjerg Stenhus Kostskoles leder.
Stenhus Kostskole lukker ned for kostafdelingen i august 2024.